# 亞歷山大·康克林
亞歷山大·康克林（Alexander Conklin），美國作家羅勃·陸德倫寫作神鬼認證三部曲主角其中之一。其父母是俄國人，也是康克林能講得一口流利的俄語的原因。康克林是大衛·韋伯從越戰時期的朋友，後來到退休後都依然與韋伯夫婦有所連絡。也與醫師莫瑞·潘諾夫為多年的好朋友。
電影中，康克林是包恩的上司，由克里斯·庫柏飾演。

## 小說

### 生涯
康克林早年與韋伯在越戰時期為戰友，康克林也與當時的韋伯家庭有很密切的連絡，一直到韋伯痛失妻兒之後，才透過康克林的幫助進入梅杜莎行動，康克林個性雖沒有韋伯當時的偏激，但也是有自己的戰略，他擁有相當好的戰略頭腦，只可惜在戰爭中踩到地雷而被炸斷了一條腿，從此之後退出戰爭成為遠東地區的情報員，擁有「鯊魚殺手」的稱呼，一直到退休前都是CIA的幹員。

### 誤解
康克林退居幕後之後，他也是知道踏腳石行動的少數人員之一，但是並沒有在踏腳石大樓屠殺事件之中，當時採集出了傑森·包恩的指紋，造成了康克林對於包恩的誤解，於是康克林下定決心殺掉包恩，只是包恩當時仍是失憶症的情況，包恩試圖與康克林解釋一切，但是康克林並不相信而且想要殺死包恩，只是最後失手。當他從醫師莫瑞·潘諾夫得到了它關於包恩的診斷之後，他更確信它必須除掉包恩，最後包恩將目標卡洛斯帶到踏腳石大廈，踏過瑪莉的說明才證明了一切，自此之後，康克林試圖取得包恩的諒解，但是包恩並不領情，愧疚的康克林酗酒成性，一直到《神鬼疑雲》中，瑪莉遭到綁架之後，包恩才自動找上康克林並且請求幫忙，兩人才又有更多的合作關係。

## 電影
絆腳石行動指揮官，與艾畢為了掩飾貪汙而以任務為由，派遣包恩暗殺俄羅斯政客尼斯基。在包恩失去記憶時認為包恩打算變節，便派其他殺手追殺他卻一一失敗，最後被艾畢派的殺手滅口。